# Papà prende moglie
Papà prende moglie è stata una mini serie televisiva italiana trasmessa dal 31 ottobre al 21 novembre 1993 su Canale 5, replicata nell'estate del 1995 e interpretata da Marco Columbro e Nancy Brilli, con la partecipazione di Franca Valeri nel ruolo della madre di Andrea , Erika Blanc nel ruolo della madre di Francesca e con la presenza come attore di Nini Salerno, che ne è anche il regista, nel ruolo di Giovanni, il collega socio di Andrea.  

## Trama
Andrea Marchi (Marco Columbro) è un avvocato rimasto vedovo da pochi anni con a carico un figlio maschio e una figlia femmina; Francesca Banti (Nancy Brilli) è una nutrizionista divorziata, anch'essa con un figlio maschio e una figlia femmina. I due si innamorano e decidono di andare a vivere insieme: dovranno fare i conti con i problemi di adolescenza dei figli, soprattutto sentimentali. Della famiglia fa parte anche il cane Vasco.

## Episodi
| nº | Titolo                     | Prima TV         |
| -- | -------------------------- | ---------------- |
| 1  | Due in ascensore           | 31 ottobre 1993  |
| 2  | Una famiglia e una culla   | 31 ottobre 1993  |
| 3  | Indovina chi viene a cena? | 7 novembre 1993  |
| 4  | Tradimenti                 | 7 novembre 1993  |
| 5  | In viaggio da sola         | 14 novembre 1993 |
| 6  | Il tempo delle fragole     | 14 novembre 1993 |
| 7  | I mariti della sposa       | 21 novembre 1993 |
| 8  | Luna di miele              | 21 novembre 1993 |

## Curiosità
- Il Labrador Sherlock delle Acque Lucenti (Vasco) di proprietà di Emanuela Ruggero è stato ammaestrato da Massimo Perla.
- La sigla della miniserie TV intitolata Coccole è interpretata da Kokko di Mamma e Paola Cortellesi.
- Il 1º novembre 1993 è uscito il libro Papà prende moglie edito da Mondadori.
- La serie ricorda molto la sit-com americana Una bionda per papà.